# Аксёльское сельское поселение
Аксёльское се́льское поселе́ние — муниципальное образование в Темниковском районе Мордовии Российской Федерации.
Административный центр — село Аксёл.
В июне 2020 года в состав Аксёльского сельского поселения и одноимённого ему сельсовета включаются населённые пункты упраздняемого Тархановского сельского поселения и одноимённого ему сельсовета.

## История
Образовано в 2005 году в границах сельсовета.
Законом Республики Мордовия от 12 октября 2009 года, Матвеевское сельское поселение и одноимённый ему сельсовет были упразднены (населённые пункты были включены в Аксёльское сельское поселение и одноимённый ему сельсовет).
Законом от 17 мая 2018 года N 49-З Ишейское сельское поселение и сельсовет были упразднены, а входившие в их состав населённые пункты (село Ишейки и деревни Бегишево, Досаево, Енгуразово и Идеево) были включены в состав Тархановского сельского поселения и сельсовета с административным центром в селе Тарханы.
Законом от 19 мая 2020 года, в июне 2020 года были упразднены Тархановское сельское поселение и одноимённый ему сельсовет (населённые пункты включены в Аксёльское сельское поселение и одноимённый ему сельсовет).

## Население
| 2002 | 2010 | 2012 | 2013 | 2014 | 2015 | 2016 |
| ---- | ---- | ---- | ---- | ---- | ---- | ---- |
| 1234 | ↘892 | ↘850 | ↘820 | ↘789 | ↘764 | ↘741 |
| 2017 | 2018 | 2019 | 2020 | 2021 |      |      |
| ↘720 | ↘695 | ↘659 | ↘640 | ↗968 |      |      |

## Состав сельского поселения
| №  | Населённый пункт  | Тип населённого пункта | Население |
| -- | ----------------- | ---------------------- | --------- |
| 1  | Агеево            | деревня                | ↘66       |
| 2  | Айкеево           | деревня                | ↘6        |
| 3  | Аксёл             | село                   | ↘603      |
| 4  | Бегишево          | деревня                | ↘17       |
| 5  | Дасаево           | деревня                | ↘53       |
| 6  | Дашкино           | деревня                | ↘54       |
| 7  | Енаково           | деревня                | ↘28       |
| 8  | Енгуразово        | село                   | ↘25       |
| 9  | Идеево            | деревня                | ↘2        |
| 10 | Ишейки            | село                   | ↘190      |
| 11 | Кривошеево        | деревня                | ↘4        |
| 12 | Матвеево          | село                   | ↘34       |
| 13 | Подайкеево        | деревня                | ↘3        |
| 14 | Русское Адаево    | деревня                | ↘55       |
| 15 | Сендюково         | деревня                | ↘18       |
| 16 | Тарханы           | село                   | ↘275      |
| 17 | Татарское Адаево  | деревня                | ↘74       |
| 18 | Татарское Акашево | деревня                | ↘16       |
| 19 | Тумсово           | деревня                | ↘7        |
| 20 | Шурбино           | деревня                | ↘2        |